# Tracht

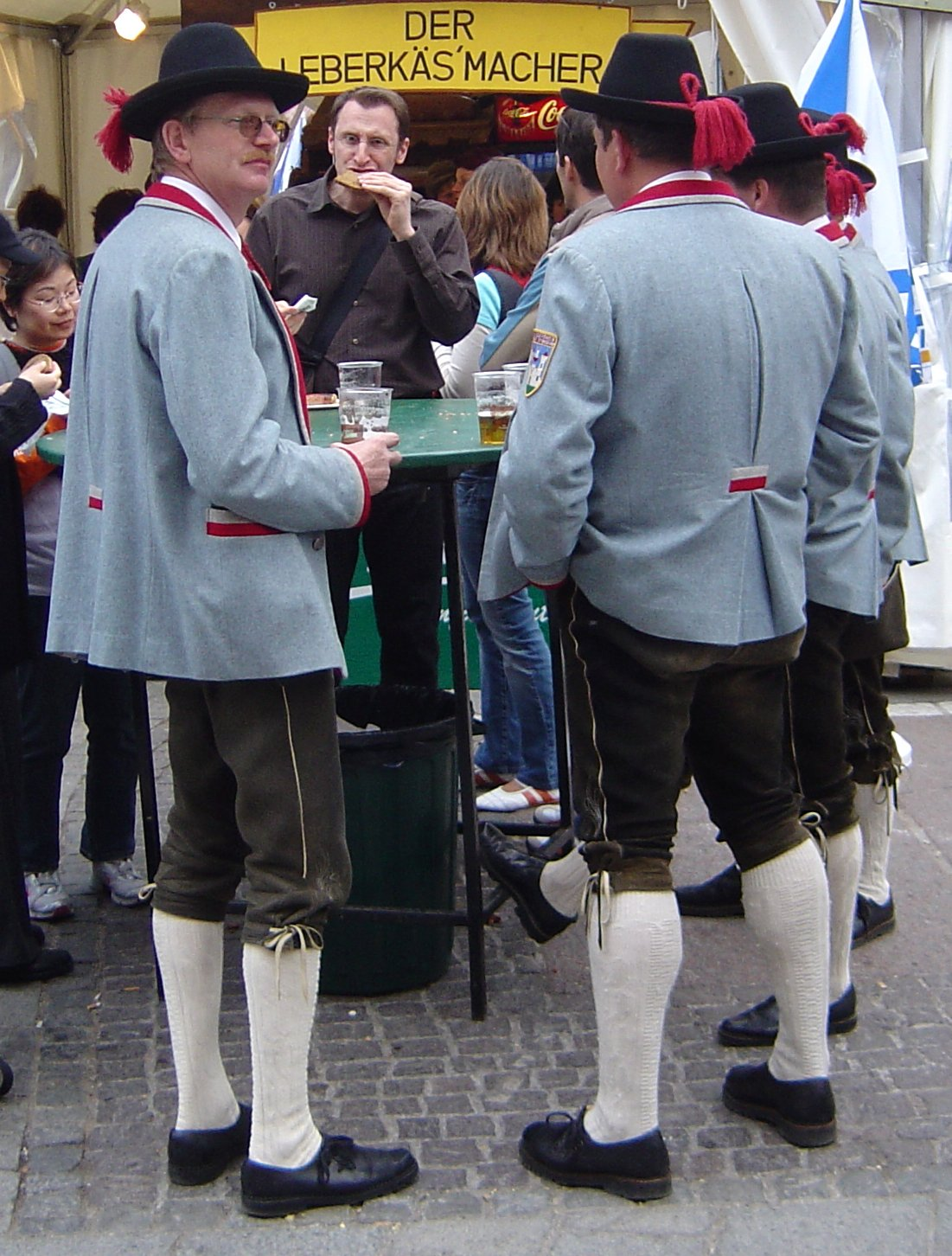
Tracht austríaco

Tracht es un atuendo nacional en Austria.
Aunque la palabra está frecuentemente asociada con atuendos de Austria y de Baviera, gentes de muchos otros países germanos también los tienen.

## Descripciones de diferentes ropaje tracht
En el norte de Alemania, algunos de los ejemplos más conocidos son el "Tracht frisón"  y el tracht Finkenwerder.  El "Tracht frisón" está ricamente decorado con cuentas y bordados.  La calidad del trabajo era un signo de la riqueza y el estatus social de las esposas que lo llevaban. Antiguamente, la novia lo llevaba al matrimonio como parte de su dote.  Este traje se sigue llevando ocasionalmente en las bodas. El "tracht Finkenwerder" es el traje tradicional de los habitantes de una isla del río Elba. Lo lleva un grupo folclórico local llamado Finkwarder Speeldeel. 

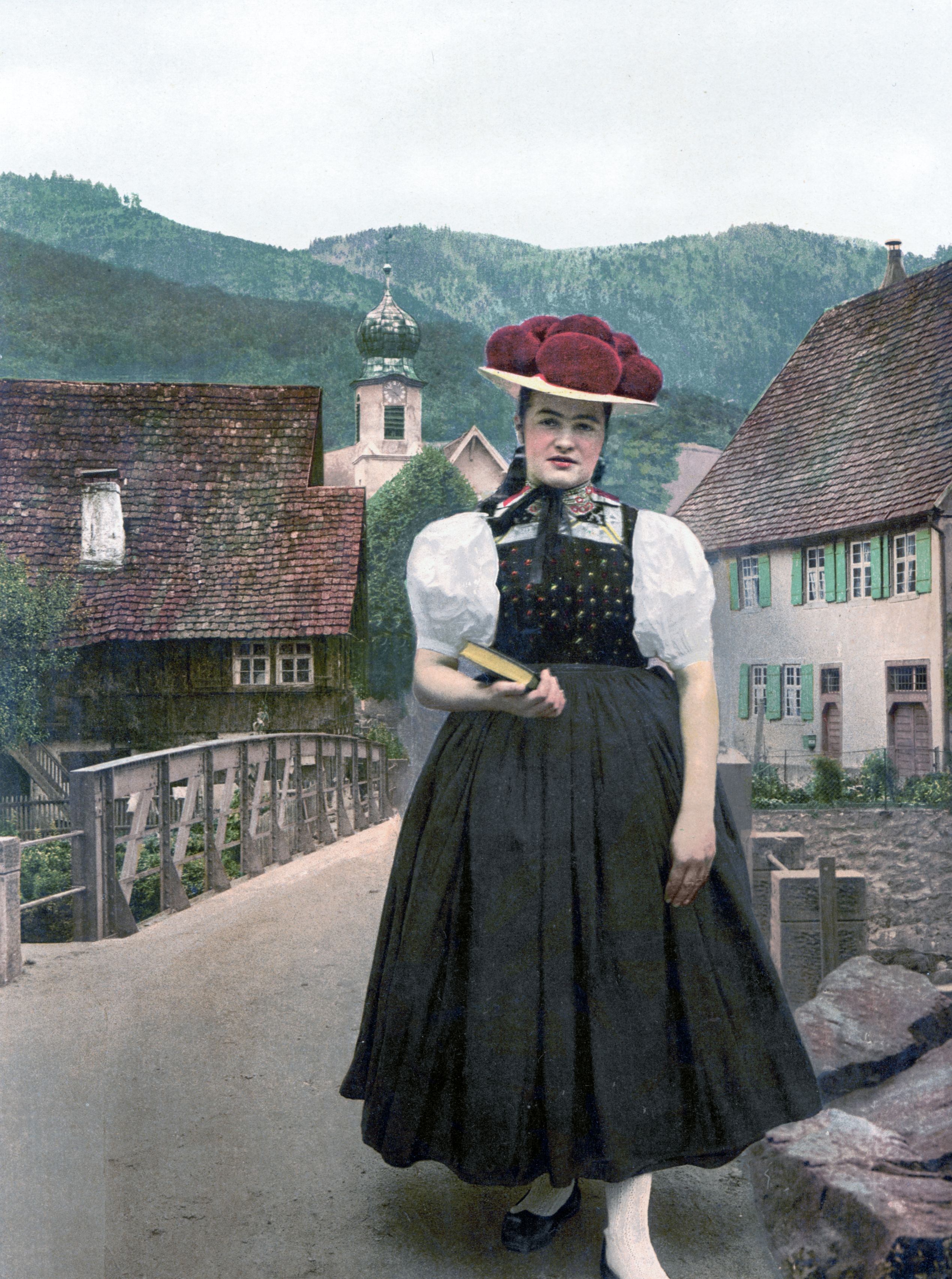
Tracht de Gutach en la Selva Negra, hacia 1900. El color rojo de los pompones indica que la mujer era soltera.

En la región de Baden, en el suroeste de Alemania, las zonas con fuerte tradición de tracht se encuentran predominantemente en la Selva Negra (Schwarzwald) y la región circundante. El Bollenhut, un sombrero de ala ancha con pompones rojos, se ha convertido en un símbolo de toda la Selva Negra, aunque tradicionalmente sólo lo llevan las mujeres solteras de los tres pueblos de Kirnbach, Gutach y Reichenbach, en el valle del Gutach. El Schwarzwälder Trachtenmuseum de Haslach (en el valle de Kinzig) expone más de 100 figuras de tamaño natural con trajes de tracht, lo que ofrece una visión general de la variedad de trajes tradicionales de la Selva Negra. Otras exposiciones de tracht de la región se encuentran en el Trachtenmuseum Seebach, así como en muchos museos de Heimat de la región. Las asociaciones locales de tracht de la zona fomentan el uso de los trajes tradicionales, a menudo con el fin de promover el turismo; a veces estos trajes son de reciente creación. 
En Baviera, el traje popular más conocido es, sin duda, el tracht alpino de la Alta Baviera, compuesto por los lederhosen para el Buam (hombre) y el dirndl para la Madl (mujer). Hoy en día se reconocen en Baviera seis subtipos tradicionales del tracht alpino: Miesbacher Tracht, Werdenfelser Tracht, Inntaler Tracht, Chiemgauer Tracht, Berchtesgadener Tracht e Isarwinkler Tracht. El tracht alpino también ha sido adoptado como traje tradicional en regiones más allá de los Alpes, a través de la promoción por parte de las asociaciones de tracht y de la migración en busca de trabajo; en consecuencia, ahora se entiende como "el" traje popular alemán. Sin embargo, en Baviera siguen existiendo muchos otros diseños de tracht tradicionales, que en su mayoría sólo se llevan a nivel regional. Entre ellos están el Dachauer Tracht, el sombrero Priener o el más reciente Herrschinger Hosenträger (tirantes). 
Los pueblos alemanes desplazados, como los Sudetendeutsche, solían utilizar eventos en los que llevaban Tracht para enfatizar su unidad.
También se denominan "Tracht" los trajes de los gremios profesionales, los hábitos de las órdenes religiosas, las diaconisas y el traje histórico de algunos grupos profesionales (por ejemplo, las enfermeras).  Aunque algunos de ellos han caído en desuso, todavía se puede ver a los oficiales carpinteros con su traje tradicional cuando viajan por Europa.